# Joseph Louis Lagrange
Joseph Louis Lagrange (italià: Giuseppe Ludovico Lagrangia)  (Torí, 25 de gener de 1736 - París, 10 d'abril de 1813) va ser un matemàtic, físic i astrònom, nascut en el que actualment és Itàlia i que després va viure a Prússia i França. Va treballar per a Frederic II de Prússia a Berlín, durant vint anys i a París durant més de vint-i-cinc. Lagrange va demostrar el teorema del valor mitjà, va desenvolupar la mecànica lagrangiana i va tenir una important contribució en astronomia.

## Biografia

### Primers anys
Va nàixer (amb el nom de Giuseppe Luigi Lagrangia) a Torí. Son pare, militar, era de bona posició social i adinerat, però abans que el seu fill cresquera havia perdut la majoria de les seues propietats especulant, i el jove Lagrange havia de confiar en les seves pròpies habilitats.
Va ser educat en la Universitat de Torí, però no va ser fins que els disset anys que va mostrar el seu interès per les matemàtiques i el seu entusiasme el va despertar la lectura d'una obra de l'astrònom Edmond Halley. Després d'un any d'incessant treball, era ja un matemàtic consumat.
Quan tenia només dènou anys, va enviar una carta a Leonhard Euler que va resoldre un problema que havia sigut un assumpte de discussió durant més de mig segle per mitjà d'una nova tècnica: el càlcul de variacions. Euler va reconèixer la generalitat del mètode, i la seva superioritat; i amb una cortesia rara en ell va retenir un paper que ell havia escrit prèviament perquè el jove italià tinguera temps per a completar el seu treball, com exigeix la invenció d'un nou mètode de càlcul. El nom d'esta branca de l'anàlisi el va suggerir el mateix Euler. Aquest treball va posar Lagrange en primera línia entre els matemàtics de la seva època. El 1758, amb l'ajut dels seus alumnes (principalment de François Daviet de Foncenex), Lagrange va publicar a la revista de l'Acadèmia de Torí, Miscellanea Taurinensia o Mélanges de Turin, la majoria dels seus primers escrits.
El 1761, Lagrange no tenia rival en el camp de les matemàtiques; però el seu treball incessant durant els últims nou anys li havien afectat seriosament la salut, i els doctors es van negar a ser responsables de la seva vida a menys que ell s'ho prenguera seriosament. Encara que la seva salut va ser temporalment restablerta, mai el seu sistema nerviós es va recuperar del tot, i d'ací en avant va patir constantment atacs de malenconia severa.
Lagrange era de mitjana alçada, complexió dèbil, amb ulls blaus clar i un color de pell pàl·lida. Era d'un caràcter nerviós i tímid, detestava la controvèrsia, i en evitar-la de bona gana, va permetre d'altres tenir crèdit per coses que ell havia fet.

### En la cort reial de Prússia
El 1766, Euler va abandonar Berlín, i Frederic II el Gran va escriure a Lagrange per a expressar-li el seu desig que "el rei més gran d'Europa" hauria de tenir "el matemàtic més gran d'Europa" vivint en la seva cort. Lagrange va acceptar l'oferta i, durant els següents vint anys a Prússia, no sols va produir la sèrie més gran de documents publicada a Berlín, sinó que va escriure el seu treball monumental, la Mécanique analytique, publicat el 1788 quan ja era a París.
La seva estada a Berlín va començar amb un desafortunat error: estant la majoria dels seus col·legues casats, i aconsellat per les seves esposes que era l'única manera d'estar content, es va casar; la seva esposa es va morir prompte, però la unió no va ser feliç.
Lagrange era el favorit del rei i, sovint, va dissertar sobre els avantatges d'una regularitat perfecta en la vida. La lliçó la va aplicar a la seva vida, i Lagrange va estudiar la seva ment i el seu cos com si foren màquines, i va trobar experimentant la quantitat exacta de treball que podia fer sense perdre la salut. Cada nit, es posava una tasca definida per al pròxim dia, i en completar qualsevol tema escrivia una curta anàlisi per veure quins punts en les demostracions eren susceptibles de millora. Sempre pensava en els seus articles abans de compondre'ls, i normalment els va escriure amb netedat i sense una sola raspadura o correcció.

### Última etapa a França
El 1787, Frederic II es va morir, i Lagrange, que s'havia adaptat al clima de Berlín, va acceptar alegrement l'oferta de Lluís XVI per a emigrar a París. Havia rebut invitacions semblants d'Espanya i Nàpols. A França, va ser rebut amb distinció, i es van preparar apartaments especials en el Louvre per a la seva recepció. Al principi de la seva residència, va tenir un atac de malenconia, i una còpia impresa del seu Mécanique en la qual havia treballat un quart de segle, va estar durant més de dos anys sense obrir en el seu escriptori. La curiositat sobre els resultats de la Revolució francesa el va traure de la letargia, una curiositat que prompte es va tornar en alarma quan es va desenvolupar la revolució.
El 1792, la inexplicable tristesa de la seva vida i la seva timidesa va moure la compassió d'una jove xicota que va insistir a casar-s'hi i fou feliç amb aquesta unió. Encara que el decret d'octubre de 1793 exigia que tots els estrangers deixaren França, no li va ser aplicat; desitjava anar-se'n quan li van oferir la presidència de la comissió per a la reforma de pesos i mesures. L'opció de les unitats finalment seleccionada era principalment deguda a ell, i per la seva influència es va acceptar per la comissió la subdivisió decimal el 1799.
Encara que Lagrange havia volgut eixir de França, mai va estar en perill; i els diferents governs revolucionaris (i més tard Napoleó) el van omplir d'honors i distincions. El 1799 va ser nomenat senador (càrrec des del qual va proposar el 1802 l'annexió a França de la seva terra natal: el Piemont) i el 1808 va ser nomenat comte de l'Imperi. El 1795, Lagrange va ocupar el 1795 una càtedra matemàtica honorífica en l'École Normale Supérieure, que només va tenir una existència breu de quatre mesos. Les seves conferències ací eren prou elementals, i no contenien res d'importància especial. El 1797, Lagrange va ser nomenat professor de lÉcole polytechnique i les conferències que va donar allí als matemàtics que van tenir la bona sort de poder assistir-hi, es basaven en la seva obra Théorie des fonctions analytiques.
El 1810 Lagrange va començar una revisió completa de la Mécanique analytique, però només va poder completar-ne uns dos terços abans de la seua mort, que va succeir el 1813.

## La seva obra

### Miscellanea Taurinensia
El 1757, juntament amb el químic Angelo Saluzzo di Monesiglio i el metge Giovanni Francesco Cigna, va fundar la Società Scientifica Privata Torinese (que anys després es convertiria en la Acadèmia de les Ciències de Torí). Aquesta societat va editar una revista amb el títol de Mélanges de Philosophie et de Mathématique de la Société Royale de Turin (o simplement, Miscellanea Taurinensis o Mélanges de Turin), de la qual es van publicar tres números mentre Lagrange era a Torí: el 1759, el 1762 i el 1766.
El primer volum conté un article seu sobre la teoria de la propagació de so; indica un error fet per Newton, i obté l'equació diferencial general per al moviment, i troba la solució per al moviment en línia recta. Aquest volum també conté la solució completa del problema d'una corda que vibra transversalment; en aquest treball, assenyala la falta de generalitat en les solucions donades prèviament per Brook Taylor, d'Alembert i Euler i arriba a la conclusió que la forma de la corba per a un temps t qualsevol ve donada per l'equació {\displaystyle i=a\sin(mx)\cdot \sin(nt)}. L'article conclou amb una hàbil discussió sobre ecos i sons compostos. Altres articles en aquest volum són sèries recursives, probabilitat i càlcul de variacions.
El segon volum conté un llarg article que inclou els resultats de diversos documents del primer volum i notes sobre el càlcul de variacions; i il·lustra el seu ús deduint el principi de mínima acció, i les solucions de diversos problemes de dinàmica.
El tercer volum inclou la solució de diversos problemes de dinàmica per mitjà del càlcul de variacions; alguns documents de càlcul integral; una solució del problema de Fermat, trobar un nombre x que farà que (x  ²  n  + 1) siga un quadrat en què n és un enter, ja que no és un quadrat; i les equacions de diferencial generals del problema del moviment de n-cossos i la seva aplicació al problema dels tres cossos que es mouen sota les seves atraccions mútues.

### Els tractats
La seva activitat mental durant estos vint anys a Prússia va ser sorprenent, no sols pel fet de produir la seva esplèndida Mécanique analytique, sinó per contribuir amb vuitanta memòries a les acadèmies de Berlín, Torí i París. Alguns d'estos realment són tractats, i tots sense excepció són d'una extraordinària qualitat. Excepte un curt temps, quan estava malalt, en què va produir aproximadament un article generalment al mes. Els més importants són:
- Les seves contribucions als volums quart i quint, 1766-1773, de la Miscellanea Taurinensia; el més important va ser un el 1771 en què va discutir com nombroses observacions astronòmiques han de combinar-se per donar-ne el resultat més probable.
- Després, les seves contribucions als primers dos volums, 1784-1785, de l'Acadèmia de Torí. Un paper sobre la pressió exercida pels fluids en moviment, i el segon un article en la integració d'una sèrie infinita, i el tipus de problemes sobre per què és convenient.

### L'astronomia
El següent treball va ser del 1764 sobre la libració de la Lluna, i una explicació sobre per què sempre ofereix la mateixa cara a la Terra, un problema que va tractar amb l'ajut del treball virtual. La seva solució és especialment interessant per contenir el germen de la idea d'equacions generalitzades de moviment, equacions que va demostrar formalment el 1780.
La majoria dels treballs enviats a París versava sobre preguntes astronòmiques, i entre estos papers cal mencionar el sistema jovià el 1766, el seu assaig del problema dels tres cossos el 1772, el seu treball sobre l'equació secular de la Lluna el 1773, i el seu tractat sobre les pertorbacions cometàries del 1778. Aquestos eren tots assumptes proposats per l'Acadèmia francesa, i en cada cas el premi se li va atorgar a ell.
Hi ha nombrosos articles d'astronomia. D'estos, els més importants són els següents:
- Intentant resoldre el problema dels tres cossos, va descobrir els punts de Lagrange el 1772, d'interès perquè s'hi han trobat els asteroides troians i satèl·lits troians de Saturn.
- Gravitació d'el·lipsoides, 1773: punt de partida del treball de Maclaurin.
- L'equació secular de la Lluna, 1773; també notable per la introducció de la idea de potencial. El potencial d'un cos en un punt és la suma de la massa de cada element del cos dividit per la seva distància del punt. Lagrange va mostrar que si el potencial d'un cos a un punt extern fóra conegut, l'atracció en qualsevol direcció podria trobar-se de seguida. La teoria del potencial es va elaborar en un article enviat a Berlín el 1777.
- El moviment dels nodes de l'òrbita d'un planeta, 1774.
- L'estabilitat de les òrbites planetàries, 1776.
- Dos articles sobre el mètode per a determinar l'òrbita d'un cometa amb tres observacions, el 1778 i 1783: açò no s'ha demostrat pràcticament disponible, de fet, però el seu sistema de calcular les pertorbacions per mitjà de les quadratures mecàniques ha format la base de la majoria de les investigacions subsegüents en l'assumpte.
- La seva determinació de les variacions seculars i periòdiques dels elements orbitals dels planetes, 1781-1784: els límits superiors assignats perquè estos estan d'acord amb aquells obtinguts després per Le Verrier, i Lagrange va procedir fins on el coneixement permetia llavors sobre les masses dels planetes.
- A aquest tema, va tornar durant els últims anys de la seva vida, quan estava ja a París. La teoria del moviment planetari havia format part d'alguns dels més notables papers de Berlín de Lagrange. El 1806, l'assumpte es va tornar a obrir per part de Poisson, que, en un paper llegit abans en l'Acadèmia francesa, va mostrar les fórmules de Lagrange portades a certs límits per a l'estabilitat de les òrbites. Lagrange, que estava present, va discutir ara de nou l'assumpte sencer, i en una carta comunicada a l'Acadèmia el 1808 va explicar com, per la variació de constants arbitràries, les desigualtats periòdiques i seculars de qualsevol sistema de cossos mútuament units per la gravitació podrien ser determinades.

### L'àlgebra
El nombre més gran dels seus articles d'àlgebra el va enviar a l'Acadèmia de Berlín. Cal destacar-ne:
- La seva discussió de les solucions enteres de les formes quadràtiques, 1769, i generalment d'equacions indeterminades, 1770.
- El seu tractat de la teoria d'eliminació de paràmetres, 1770.
- Els seus papers en el procés general per a resoldre una equació algebraica de qualsevol grau, 1770 i 1771; aquest mètode és tarat per a les equacions d'un ordre superior al quart, perquè involucra la solució d'una equació d'ordre superior, però dona totes les solucions dels seus predecessors.
- La solució completa d'una equació binomial de qualsevol grau; esta ocupa l'últim lloc en els papers mencionats.
- Finalment, el 1773, el seu tractament de determinants de segon i tercer ordre, i dels seus invariants.

### La teoria de nombres
Alguns dels seus papers inicials també tracten de preguntes connectades amb l'abandonat però singularment fascinant tema de la teoria de nombres. Entre estos, és el següent:
- La seva prova del teorema que cada enter positiu que no és un quadrat pot expressar-se com la suma de dos, tres o quatre quadrats d'enters, 1770.
- La seva prova del teorema de Wilson, que si n és un nombre primer, llavors (n  - 1)! + 1 sempre és un múltiple de n, 1771.
- Els seus papers del 1773, 1775, i 1777, en què dona les demostracions de diversos resultats enunciades per Fermat, i no demostrades prèviament.
- I, finalment, el seu mètode per a determinar els factors de nombres de la forma {\displaystyle x^{2}+ay^{2}.}

### La Mecànica analítica o lagrangiana
Entre 1772 i 1788, Lagrange va reformular la mecànica clàssica d'Isaac Newton per simplificar fórmules i facilitar-ne els càlculs. Esta mecànica s'anomena mecànica lagrangiana o mecànica analítica. Escriu el seu gran tractat Mecànica analítica. En el llibre, estén la llei del treball virtual, i en fa un principi fonamental; amb l'ajut del càlcul de variacions, deduïx tota la mecànica, dels sòlids i fluids.
L'objecte del llibre és mostrar que l'assumpte és implícitament inclòs en un sol principi, que permet donar fórmules generals que qualsevol resultat particular pot obtenir-se. El mètode de coordenades generalitzades que va obtenir és potser el resultat més intel·ligent de la seua anàlisi. En comptes de seguir el moviment de cada part individual d'un sistema material, com d'Alembert i Euler havien fet, va mostrar que, si nosaltres determinem la seva configuració per un nombre suficient de variables el nombre del qual és igual que els graus de llibertat que conté el sistema, llavors poden expressar-se les energies cinètiques i potencials del sistema pel que es refereix a eixes variables, i les equacions dels diferencials del moviment es deduïxen per la diferenciació. Per exemple, en la dinàmica d'un sistema rígid, ell reemplaça la consideració del problema particular per l'equació general que s'escriu ara normalment amb la fórmula:
{\displaystyle {\frac {d}{dt}}{\frac {\partial T}{\partial {\dot {\theta }}}}-{\frac {\partial T}{\partial \theta }}+{\frac {\partial V}{\partial \theta }}=0.}
T és l'energia cinètica i V l'energia potencial.
Entre altres teoremes menors ací donats, pot mencionar-se la proposició que l'energia cinètica d'un sistema material sota les restriccions donades és un màxim, i el principi de mínima acció. Tota l'anàlisi és tan elegant que William Rowan Hamilton va dir que el treball només podria descriure's com un poema científic. Pot ser interessant observar que Lagrange va comentar que la mecànica, realment, era una branca de matemàtica pura anàloga a una geometria de quatre dimensions, a saber, el temps i les tres coordenades del punt en l'espai. Al principi, cap editorial no volia publicar el llibre; però Legendre per fi va persuadir una empresa de París per fer-ho, i es va fer sota la seva supervisió el 1788.

### Miscel·lània
Hi ha també nombrosos articles sobre diversos punts de geometria analítica. En dos d'aquests, escrits prou després, el 1792 i 1793, va reduir les quàdriques a la seva forma canònica.
Durant els anys del 1772 al 1785, va contribuir amb una llarga sèrie d'articles que van crear ciència, les equacions diferencials, en derivades parcials. Una gran part d'estos resultats s'ha reunit en la segona edició del càlcul integral d'Euler que es va publicar el 1794.
Durant els últims anys a França el seu treball se centra en l'anàlisi.

### Théorie des fonctions analytiques
Les seues conferències en l'École Polytechnique van tractar del càlcul diferencial, la base del seu Théorie des fonctions analytiques, que es va publicar el 1797. Aquest treball és l'extensió d'una idea continguda en un article que havia enviat a Berlín el 1772. Un mètode quelcom semblant s'havia usat prèviament per John Landen en l'Anàlisi residual, publicat a Londres el 1758. Lagrange va creure que podia alliberar-se així de les dificultats per a l'ús de quantitats infinitament grans i infinitament xicotetes, que els filòsofs van objectar en el tractament usual del càlcul del diferencial. El llibre està dividit en tres parts. Dona una prova algebraica del teorema de Taylor. La segona tracta les aplicacions a la geometria; i la tercera, aplicacions a la mecànica. Un altre tractat en la mateixa línia va ser el seu Leçons sur le calcul des fonctions, publicat el 1804. Estos treballs poden ser considerats com el punt d'arrancada per a les investigacions de Cauchy, Jacobi i Weierstrass.

### Infinitesimals
Amb posterioritat, Lagrange va usar els infinitesimals en el càlcul diferencial en l'estudi de fórmules algebraiques; i en el pròleg a la segona edició del Mécanique, que es va publicar el 1811, justifica l'ocupació d'infinitesimals, amb estes paraules: "Quan hem agafat l'esperit del mètode infinitesimal, i s'ha verificat l'exactitud dels seus resultats pel mètode geomètric de primeres i últimes proporcions, o pel mètode analític de funcions derivades, podem emprar les quantitats infinitament xicotetes com un mitjà segur i valuós d'acurtar i simplificar les nostres proves".

### Fraccions contínues
El seu Traité de la résolution des équations numériques, publicat el 1798, també és fruit de les seves conferències en l'Escola politècnica. Hi dona el mètode d'aproximar les arrels reals d'una equació per mitjà de fraccions contínues, i enuncia diversos altres teoremes. Al final, en una nota, mostra el petit teorema de Fermat:
{\displaystyle a^{p-1}-1\equiv 0\;({\rm {mod}}\;p)\;,}
en què p és un nombre primer i a és un nombre enter primer d'entre si amb p  (m.c.d. (a,p)=1, pot aplicar-se per donar la solució algebraica completa de qualsevol equació binomial. Explica també com l'equació les arrels de la qual són els quadrats de les diferències de les arrels de l'equació original pot usar-se per a donar molta informació sobre la posició i naturalesa d'eixes arrels.

## La matemàtica pura
Els interessos de Lagrange eren essencialment aquells d'un estudiant de matemàtica pura: va buscar i obtenir resultats abstractes de llarg abast, i estava satisfet de deixar les aplicacions a d'altres. De fet, part dels descobriments del seu gran contemporani, Laplace, consisteix en l'aplicació de les fórmules de Lagrange als fets de natura; per exemple, les conclusions de Laplace de la velocitat de so i de l'acceleració secular de la Lluna estan ja implícitament en els resultats de Lagrange. L'única dificultat en Lagrange és la generalitat extrema dels seus processos; però la seua anàlisi és tan lúcida i lluminosa com és de simètrica i enginyosa.
Un recent escriptor que parla de Lagrange diu que de veritat va prendre una part fonamental en l'avanç de quasi totes les branques de la matemàtica pura. Com antiguitat clàssica i Fermat, va posseir un geni especial per a la teoria de nombres, i en aquest assumpte va donar solucions de molts dels problemes que s'havien proposat per Fermat, i va agregar alguns teoremes propis. Va crear el càlcul de variacions. La teoria d'equacions diferencials està en deute amb ell per convertir-la en una ciència en comptes d'una col·lecció d'enginyosos artificis per a la solució de problemes particulars.
Va contribuir al càlcul de diferències finites amb la fórmula d'interpolació que porta el seu nom.
Els seus tres treballs sobre el mètode d'interpolació del 1783, 1792 i 1793, estan ara en la mateixa fase en què Lagrange els va deixar.